# 南东坊镇
南东坊镇，是中华人民共和国河北省邯郸市临漳县下辖的一个乡镇级行政单位。

## 行政区划
南东坊镇下辖以下地区：
南东坊一村、南东坊二村、南东坊三村、南东坊四村、张修屯村、后小庄村、陈家小庄村、前小庄村、西三村、中三村、东三村、武学村、南岗一村、南岗二村、栗岗村、小东坊村、杨家铺村和北头村。